# Ylva Julén
Ylva Cecilia Julén, född 26 juni 1954 i Sankt Görans församling, Stockholm, är en svensk filmare. Hon är syster till Staffan Julén. 
Julén, som  är dotter till docent Björn Julén och konsult Magdalena Berencreutz, har bedrivit studier vid Stockholms universitet. Hon har varit verksam som frilansproducent vid Sveriges Radios dokumentärer och teater, ungdomsredaktionen 1980–1984 samt som skribent och frilansfilmare. Hon tilldelades Kurt Linders stipendium 1989 (tillsammans med Staffan Julén).

## Filmografi
- Inughuit – folket vid jordens navel (1985).
- Livsstråk (1989)
- Dvorak den fantastiske (1995)
- Drakresan (1998)